# Daniel Montenegro
Daniel Gastón Montenegro (Buenos Aires, Argentina; 28 de marzo de 1979) conocido como Rolfi, es un exfutbolista argentino formado y surgido en Huracán. Jugaba de volante o mediapunta. Su primer equipo fue Huracán de la Primera División de Argentina, equipo en el cual se retiró. Desde el 25 de octubre de 2021 hasta el 26 de julio de 2022 fue mánager del Club Atlético Independiente de la Liga Profesional del Fútbol Argentino.
Es hermano del también exjugador Ariel Montenegro.

## Trayectoria

### Huracán
Su debut en la Primera División se produjo el 7 de abril de 1997, jugando en Huracán, en un partido en el que su club derrotó a Vélez Sársfield por 3 a 1.

### Olympique de Marsella
A mediados de 1999 fue transferido al club francés Olympique de Marsella, pero no pudo ganarse un lugar en el equipo, por eso a principios del año 2000 fue cedido a préstamo por seis meses a Independiente, retornando de esta forma al fútbol de su país.

### Independiente
En Independiente disputó un gran Torneo Clausura 2000, jugando los 19 partidos y anotando 7 tantos, pero debido al cierto costo que significaba su compra definitiva, Independiente tuvo que devolverlo al equipo francés dueño de su pase.

### Segunda etapa en el Olympique, Real Zaragoza y Osasuna
El Olympique nuevamente no lo tendría en cuenta y lo volvería a ceder a préstamo, primero al club español Real Zaragoza, donde tampoco tuvo continuidad, y luego, en 2001, al Osasuna, donde jugó poco.

### Segunda etapa en Huracán
En enero de 2002 Huracán consigue recibirlo a préstamo nuevamente por seis meses. Su rendimiento en el Torneo Clausura 2002 fue extraordinario, formando dupla en el mediocampo con Lucho González. Sus buenas actuaciones dejaron a Huracán cuarto en la tabla de clasificaciones con 30 puntos y además fue elegido como el mejor jugador del torneo según el Diario Olé. Tuvo actuaciones muy destacadas dónde vale la pena mencionar que marco un triplete en la victoria 4-0 de Huracán sobre Nueva Chicago en Mataderos, además de un par de dobletes, uno en Avellaneda para la goleada de Huracán 4 a 0 sobre independiente y otro en Parque Patricios para el triunfo 3 a 0 sobre Argentinos Juniors. A pesar de ello Huracán desistió de comprar su pase debido a sus graves problemas económicos.

### Segunda etapa en Independiente

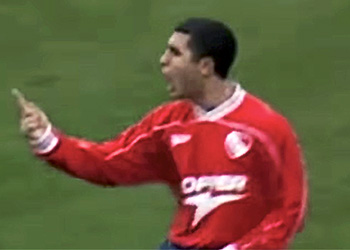
Daniel "Rolfi" Montenegro festejando un gol para su club, Independiente.

El Rojo es quien compra el pase al club francés y lo cede por un año a Independiente. Allí se consagró campeón del Torneo Apertura 2002, jugando 19 partidos y anotando 6 tantos. Luego su rendimiento decayó considerablemente, a tal punto que terminó siendo suplente durante algunos partidos del Clausura 2003, marcando apenas un gol en todo el campeonato, que por cierto fue para muchos observadores el mejor gol del fútbol argentino de aquel año, ya que conectó de cabeza un centro que lanzó de rabona su compañero Federico Insúa, en un partido disputado ante River Plate, en el Monumental.

### River Plate
Su bajo rendimiento hace que no llame la atención de los clubes extranjeros, por lo que el grupo empresario dueño del pase lo cede a River Plate, donde mantuvo un bajo nivel durante el Apertura 2003 dónde no convirtió goles, aunque eso no evitó que sí cumpliera la ley del ex en la Copa Sudamericana 2003 y festejara en como loco en la victoria 4-1 como visitante de River sobre Independiente.
A comienzos de 2004 Leonardo Astrada se convirtió en el nuevo entrenador del equipo, otorgándole la titularidad. Termina haciendo un muy buen Clausura 2004, levantando mucho su nivel y siendo una pieza clave de River en la obtención del campeonato. Su mejor partido lo tuvo el 7 marzo en el Monumental de Núñez marcado un doblete a su ex club Independiente para otra goleada 4-1 de River y dónde el Rolfi volvió destacar por sus festejos alocados y tribuneros.

### Saturn Moskovskaya
Durante el segundo semestre del 2004 pasó al Saturn, de Rusia, pero no logró asentarse en el once titular.

### Segunda etapa en River Plate
En 2005 regresó nuevamente a Argentina, para jugar una vez más en River Plate pero debido a que el torneo clausura ya había iniciado, solo pudo disputar la Copa Libertadores. Para el Apertura nuevamente volvió a ser pieza importante en la fecha 9 para la remontada de River 3-1 sobre independiente convirtiendo el empate y decretando de está forma su 4to gol a Independiente con la camiseta de River. En el 2006 se proclama goleador de la Copa Libertadores con 5 conquistas, junto con otros 12 jugadores. Finalizado su contrato y evaluando su rendimiento irregular, River Plate decide no comprar su pase por diferencias con los representantes del jugador que además eran los propietarios de su ficha. Por esta situación debió abandonar el club en la pretemporada de junio de 2006.

### Tercera etapa en Independiente
Su pase fue adquirido definitivamente por Independiente, donde jugó desde mediados de 2006 hasta mediados de 2009. Fue uno de los goleadores del Torneo Clausura 2009. Durante ese tiempo se consolidó como un ídolo para muchos hinchas por sus goles, sobre todo en clásicos, y por su buen rendimiento pese a las malas campañas del equipo.

### Club América
Firmó con el Club América, de México, por 7 millones de dólares, donde debutó enfrentando al Chelsea FC en el World Football Challenge con un marcador de 2-0 a favor del club inglés. Hizo su primer gol con el equipo en el partido contra el Deportivo Toluca, disparando desde media cancha, cuando el portero había salido a despejar. En ese partido el América se impuso 7-2. También volvió a marcar contra Estudiantes UAG dos goles más, contribuyendo a que su equipo se llevara la victoria por 5-0.
En el Bicentenario 2010 tuvo un buen encuentro contra el San Luis Fútbol Club donde anotó un gol y dio dos pases a gol, también metió un doblete en el encuentro contra Jaguares de Chiapas, en un partido en que el América se impuso por 3-1. Volvió a marcar un doblete contra el Jaguares en el Apertura 2011, aunque no sirvió mucho ya que su equipo perdió el partido 5-3. Marcó su último gol con América en un encuentro de semifinales contra Toluca ganando 2-1, en la cancha del Nemesio Díez, pero no alcanzó para pasar a la final por el marcador global, en el que fue su último partido. Finalmente, el 30 de noviembre del 2012, fue puesto transferible.

### Cuarta etapa en Independiente
En diciembre de 2012 quedó en libertad de acción y decidió volver al Independiente de Avellaneda. En su cuarta etapa en el club, se convirtió en el capitán y emblema del equipo que descendió en 2013.
En la B Nacional fue el goleador de independiente con 10 tantos convirtiéndose y fue el emblema del regreso del Rojo a primera. En el Torneo de Primera 2014 bajo su cuota goleadora y los hinchas se lo hicieron saber pidiendo su salida del club. A comienzos de 2015, debido a la antipatía de los hinchas, además de diferencias con el cuerpo técnico liderado por Jorge Almirón y la dirigencia liderada por el presidente Hugo Moyano, rescinde su contrato debiendo cobrar lo adeudado y su salario hasta diciembre de ese mismo año. Previamante había sido separado del plantel profesional, y se mantenía entrenando con el Equipo Reserva. Disputó un total de 76 partidos y convirtió 14 goles a lo largo de su cuarto ciclo en Independiente. Dejando un saldo final de 240 partidos jugados y 69 goles convertidos, siendo así el jugador con más partidos y el máximo artillero de independiente de los últimos 32 años.

### Tercera etapa y retiro en Huracán
El 19 de febrero de 2015, finalmente, regresó de manera inesperada luego de 12 años al club que lo vio nacer, Huracán, firmando contrato por un año, tras descartar una oferta de Nueva Chicago. Allí logró la Supercopa Argentina 2014 y fue subcampeón de la Copa Sudamericana 2015. Tras un buen paso por el club, en el que renovó su contrato original, se retiró el 12 de mayo de 2018 en el partido que el equipo igualó 3-3 frente al campeón, Boca Juniors, por la última fecha del campeonato de Primera División 2017-18, en el que logró la clasificación a la Copa Libertadores 2019.

## Selección nacional

### Selección juvenil
Con la selección argentina sub-20 participó en el Campeonato Sudamericano de Argentina 1999 (obteniendo el primer lugar) y en la Copa Mundial de Nigeria 1999, en donde utilizó la camiseta número 10 y actuó como titular en dos partidos, ingresando como suplente en otros dos. Además, jugó el Torneo Esperanzas de Toulon con la Selección Sub-21 de Argentina.

### Selección mayor
El 18 de abril de 2007 estuvo presente en un amistoso contra la selección de Chile que finalizó 0:0, disputado en el estadio Malvinas Argentinas.
El 19 de noviembre, el director técnico de la selección argentina, Diego Armando Maradona, lo convocó para jugar un partido amistoso contra la selección escocesa, que sirvió como presentación del entrenador argentino. Aquel partido terminó con el marcador a favor de los argentinos por 1-0. El Rolfi solo lo vivió desde el banco, ya que no jugó ningún minuto.
Por eliminatorias para la Copa Mundial, fue convocado para la doble fecha contra Bolivia y Colombia (como visitante y local respectivamente). En los dos formó parte del banco de suplentes e ingresó en el primero al minuto 75, reemplazando a Carlos Tévez en el que fue el resultado más abultado en contra que sufrió la selección argentina en toda su historia (6-1)

### Estadísticas con la selección
| Club                       | Año       | Part. | Goles |
| -------------------------- | --------- | ----- | ----- |
| Selección Argentina Sub-20 | 1999      | 16    | 10    |
| Selección Argentina        | 2007-2008 | 2     | 0     |

## Estadísticas
Actualizado al último partido jugado el 12 de mayo de 2018.

| Club | Div.                | Temporada           | Liga  | Liga  | Liga   | Copas nacionales(1) | Copas nacionales(1) | Copas nacionales(1) | Torneos Internacionales(2) | Torneos Internacionales(2) | Torneos Internacionales(2) | Otras competiciones(3) | Otras competiciones(3) | Otras competiciones(3) | Total | Total | Total  | Media goleadora(4) |
| Club | Div.                | Temporada           | Part. | Goles | Asist. | Part.               | Goles               | Asist.              | Part.                      | Goles                      | Asist.                     | Part.                  | Goles                  | Asist.                 | Part. | Goles | Asist. | Media goleadora(4) |
| --- | ------------------- | ------------------- | ----- | ----- | ------ | ------------------- | ------------------- | ------------------- | -------------------------- | -------------------------- | -------------------------- | ---------------------- | ---------------------- | ---------------------- | ----- | ----- | ------ | ------------------ |
| CA Huracán Argentina | 1.ª                 | 1997                | 12    | 2     | ?      | —                   | —                   | —                   | —                          | —                          | —                          | —                      | —                      | —                      | 12    | 2     | ?      | 0.17               |
| CA Huracán Argentina | 1.ª                 | 1997-98             | 36    | 7     | ?      | —                   | —                   | —                   | —                          | —                          | —                          | —                      | —                      | —                      | 36    | 7     | ?      | 0.19               |
| CA Huracán Argentina | 1.ª                 | 1998-99             | 31    | 10    | ?      | —                   | —                   | —                   | —                          | —                          | —                          | —                      | —                      | —                      | 31    | 10    | ?      | 0.32               |
| CA Huracán Argentina | Total 1.ª etapa     | Total 1.ª etapa     | 79    | 19    | ?      | 0                   | 0                   | 0                   | 0                          | 0                          | 0                          | 0                      | 0                      | 0                      | 79    | 19    | ?      | 0.24               |
| Olympique de Marsella Francia | 1.ª                 | 1999-00             | 5     | 1     | 1      | 2                   | 0                   | 0                   | 1                          | 0                          | 0                          | —                      | —                      | —                      | 8     | 1     | 1      | 0.13               |
| CA Independiente Argentina | 1.ª                 | 2000                | 19    | 7     | 4      | —                   | —                   | —                   | —                          | —                          | —                          | —                      | —                      | —                      | 19    | 7     | 4      | 0.37               |
| Olympique de Marsella Francia | 1.ª                 | 2000                | 1     | 0     | 0      | —                   | —                   | —                   | —                          | —                          | —                          | —                      | —                      | —                      | 1     | 0     | 0      | 0.00               |
| Olympique de Marsella Francia | Total club          | Total club          | 6     | 1     | 1      | 2                   | 0                   | 0                   | 1                          | 0                          | 0                          | 0                      | 0                      | 0                      | 9     | 1     | 1      | 0.11               |
| Real Zaragoza · España | 1.ª                 | 2000-01             | 28    | 2     | 5      | 4                   | 0                   | 0                   | —                          | —                          | —                          | —                      | —                      | —                      | 32    | 2     | 5      | 0.06               |
| CA Osasuna · España | 1.ª                 | 2001-02             | 10    | 0     | 1      | 2                   | 0                   | 0                   | —                          | —                          | —                          | —                      | —                      | —                      | 12    | 0     | 1      | 0.00               |
| CA Huracán Argentina | 1.ª                 | 2002                | 18    | 11    | 5      | —                   | —                   | —                   | —                          | —                          | —                          | —                      | —                      | —                      | 18    | 11    | 5      | 0.61               |
| CA Independiente Argentina | 1.ª                 | 2002-03             | 37    | 7     | 8      | —                   | —                   | —                   | —                          | —                          | —                          | —                      | —                      | —                      | 37    | 7     | 8      | 0.19               |
| River Plate Argentina | 1.ª                 | 2003-04             | 30    | 5     | 8      | —                   | —                   | —                   | 17                         | 2                          | 2                          | —                      | —                      | —                      | 47    | 7     | 10     | 0.15               |
| Saturn Rámenskoye · Rusia | 1.ª                 | 2004                | 12    | 1     | 5      | —                   | —                   | —                   | —                          | —                          | —                          | —                      | —                      | —                      | 12    | 1     | 5      | 0.08               |
| Saturn Rámenskoye · Rusia | 1.ª                 | 2005                | 7     | 0     | 1      | 5                   | 1                   | 1                   | —                          | —                          | —                          | —                      | —                      | —                      | 12    | 1     | 2      | 0.08               |
| Saturn Rámenskoye · Rusia | Total club          | Total club          | 19    | 1     | 6      | 5                   | 1                   | 1                   | 0                          | 0                          | 0                          | 0                      | 0                      | 0                      | 24    | 2     | 7      | 0.08               |
| River Plate Argentina | 1.ª                 | 2005                | —     | —     | —      | —                   | —                   | —                   | 5                          | 0                          | 0                          | —                      | —                      | —                      | 5     | 0     | 0      | 0.00               |
| River Plate Argentina | 1.ª                 | 2005-06             | 29    | 6     | 11     | —                   | —                   | —                   | 8                          | 5                          | 3                          | —                      | —                      | —                      | 37    | 11    | 14     | 0.30               |
| River Plate Argentina | Total 2.ª etapa     | Total 2.ª etapa     | 29    | 6     | 11     | 0                   | 0                   | 0                   | 13                         | 5                          | 3                          | 0                      | 0                      | 0                      | 42    | 11    | 14     | 0.26               |
| River Plate Argentina | Total club          | Total club          | 59    | 11    | 19     | 0                   | 0                   | 0                   | 30                         | 7                          | 5                          | 0                      | 0                      | 0                      | 89    | 18    | 24     | 0.20               |
| CA Independiente Argentina | 1.ª                 | 2006-07             | 34    | 14    | 9      | —                   | —                   | —                   | —                          | —                          | —                          | —                      | —                      | —                      | 34    | 14    | 8      | 0.41               |
| CA Independiente Argentina | 1.ª                 | 2007-08             | 33    | 12    | 10     | —                   | —                   | —                   | —                          | —                          | —                          | —                      | —                      | —                      | 33    | 12    | 10     | 0.36               |
| CA Independiente Argentina | 1.ª                 | 2008-09             | 37    | 15    | 8      | —                   | —                   | —                   | 2                          | 0                          | 0                          | —                      | —                      | —                      | 39    | 15    | 8      | 0.41               |
| CA Independiente Argentina | Total 3.ª etapa     | Total 3.ª etapa     | 104   | 41    | 26     | 0                   | 0                   | 0                   | 2                          | 0                          | 0                          | 0                      | 0                      | 0                      | 106   | 41    | 26     | 0.39               |
| Club América · México | 1.ª                 | 2009-10             | 32    | 8     | 13     | —                   | —                   | —                   | 4                          | 1                          | 2                          | 4                      | 0                      | 0                      | 40    | 9     | 15     | 0.23               |
| Club América · México | 1.ª                 | 2010-11             | 32    | 6     | 10     | —                   | —                   | —                   | 7                          | 1                          | 2                          | 5                      | 0                      | 1                      | 44    | 7     | 13     | 0.16               |
| Club América · México | 1.ª                 | 2011-12             | 30    | 6     | 9      | —                   | —                   | —                   | —                          | —                          | —                          | 4                      | 0                      | 2                      | 34    | 6     | 11     | 0.18               |
| Club América · México | 1.ª                 | 2012                | 17    | 3     | 5      | 3                   | 2                   | 1                   | —                          | —                          | —                          | 4                      | 1                      | 0                      | 24    | 6     | 6      | 0.25               |
| Club América · México | Total club          | Total club          | 111   | 23    | 37     | 3                   | 2                   | 1                   | 11                         | 2                          | 4                          | 17                     | 1                      | 3                      | 142   | 27    | 45     | 0.19               |
| CA Independiente Argentina | 1.ª                 | 2013                | 17    | 2     | 3      | —                   | —                   | —                   | —                          | —                          | —                          | —                      | —                      | —                      | 17    | 2     | 3      | 0.12               |
| CA Independiente Argentina | 2.ª                 | 2013-14             | 41    | 10    | 7      | 1                   | 0                   | 0                   | —                          | —                          | —                          | 1                      | 0                      | 0                      | 43    | 10    | 7      | 0.23               |
| CA Independiente Argentina | 1.ª                 | 2014                | 18    | 2     | 5      | —                   | —                   | —                   | —                          | —                          | —                          | —                      | —                      | —                      | 18    | 2     | 5      | 0.11               |
| CA Independiente Argentina | Total 4.ª etapa     | Total 4.ª etapa     | 76    | 14    | 15     | 1                   | 0                   | 0                   | 0                          | 0                          | 0                          | 1                      | 0                      | 0                      | 78    | 14    | 15     | 0.18               |
| CA Independiente Argentina | Total club          | Total club          | 236   | 69    | 54     | 1                   | 0                   | 0                   | 2                          | 0                          | 0                          | 1                      | 0                      | 0                      | 240   | 69    | 54     | 0.29               |
| CA Huracán Argentina | 1.ª                 | 2015                | 18    | 3     | 1      | 1                   | 0                   | 0                   | 12                         | 0                          | 4                          | —                      | —                      | —                      | 31    | 3     | 5      | 0.10               |
| CA Huracán Argentina | 1.ª                 | 2016                | 14    | 1     | 2      | 1                   | 0                   | 0                   | 9                          | 0                          | 1                          | —                      | —                      | —                      | 24    | 1     | 3      | 0.05               |
| CA Huracán Argentina | 1.ª                 | 2016-17             | 24    | 0     | 1      | 1                   | 0                   | 0                   | 2                          | 0                          | 1                          | —                      | —                      | —                      | 27    | 0     | 2      | 0.00               |
| CA Huracán Argentina | 1.ª                 | 2017-18             | 12    | 1     | 1      | —                   | —                   | —                   | —                          | —                          | —                          | —                      | —                      | —                      | 12    | 1     | 1      | 0.08               |
| CA Huracán Argentina | Total 3.ª etapa     | Total 3.ª etapa     | 68    | 5     | 5      | 3                   | 0                   | 0                   | 23                         | 0                          | 6                          | 0                      | 0                      | 0                      | 94    | 5     | 11     | 0.05               |
| CA Huracán Argentina | Total club          | Total club          | 165   | 34    | +10    | 3                   | 0                   | 0                   | 23                         | 0                          | 6                          | 0                      | 0                      | 0                      | 191   | 34    | +16    | 0.18               |
| Total en su carrera | Total en su carrera | Total en su carrera | 652   | 141   | +132   | 24                  | 4                   | 2                   | 63                         | 8                          | 15                         | 18                     | 1                      | 3                      | 743   | 153   | +152   | 0.20               |
| (1) Incluye datos de Copa Centenario de la AFA (1993-94) y Copa del Rey (1996-08). (2) Incluye datos de Supercopa Sudamericana (1992-95); Supercopa Sudamericana (1995); Copa Libertadores de América (1995); Supercopa de la UEFA (1996); Recopa de la UEFA (1996); Copa de la UEFA (1999-07); Copa Intertoto de la UEFA (2000) y Liga de Campeones de la UEFA (2003-04). |                     |                     |       |       |        |                     |                     |                     |                            |                            |                            |                        |                        |                        |       |       |        |                    |

## Palmarés

### Torneos nacionales
| Título              | Club                  | País      | Año    |
| ------------------- | --------------------- | --------- | ------ |
| Primera División    | Independiente         | Argentina | A-2002 |
| Primera División    | River Plate           | Argentina | C-2004 |
| Supercopa Argentina | Club Atlético Huracán | Argentina | 2014   |

### Torneos internacionales
| Título              | Selección        | Sede          | Año  |
| ------------------- | ---------------- | ------------- | ---- |
| Sudamericano Sub-20 | Argentina Sub-20 | Mar del Plata | 1999 |

### Distinciones individuales
| Distinción                                         | Año  |
| -------------------------------------------------- | ---- |
| Máximo goleador de la Copa Libertadores            | 2006 |
| Premio a la trayectoria por la Superliga Argentina | 2018 |